# Chrysis analis
Chrysis analis es una especie de avispa del género Chrysis, familia Chrysididae. Fue descrita por Spinola en 1808. Se encuentra en Alemania, Austria, Bélgica, Canadá, Chequia, Croacia, Eslovaquia, España, Estados Unidos, Francia, Grecia, Italia, Líbano, Luxemburgo, Países Bajos, Polonia, Portugal, Suiza y Ucrania.